# Rajd Lipawy 2023
Rajd Lipawy 2023 (Tet Rally Liepāja 2023) – 11 edycja rajdu samochodowego Rajdu Lipawy, rozgrywanego na Łotwie. Rozgrywany był od 17 do 18 czerwca 2023 roku. Bazą rajdu była miejscowość Talsi. Była to czwarta runda Rajdowych Mistrzostw Europy w roku 2023. Składał się z dziesięciu odcinków specjalnych.

## Lista startowa[1]
| Nr. | Kierowca            | Pilot                     | Samochód               | Zespół                           |
| --- | ------------------- | ------------------------- | ---------------------- | -------------------------------- |
| 1   | Hayden Paddon       | John Kennard              | Hyundai i20 N Rally2   | BRC Racing Team                  |
| 2   | Mads Østberg        | Patrik Barth              | Citroën C3 Rally2      | MRF Tyres Dealer Team            |
| 3   | Efrén Llarena       | Sara Fernández            | Škoda Fabia RS Rally2  | Team MRF Tyres                   |
| 4   | Andrea Mabellini    | Virginia Lenzi            | Škoda Fabia Rally2 evo | MRF Tyres Dealer Team            |
| 5   | Mārtiņš Sesks       | Renārs Francis            | Škoda Fabia RS Rally2  | Team MRF Tyres                   |
| 6   | Mathieu Franceschi  | Jules Escartefigue        | Škoda Fabia Rally2 evo | Mathieu Franceschi               |
| 7   | Mikko Heikkilä      | Samu Vaaleri              | Škoda Fabia Rally2 evo | Mikko Heikkilä                   |
| 8   | Georg Linnamäe      | James Morgan              | Hyundai i20 N Rally2   | RedGrey Team                     |
| 9   | Josh McErlean       | James Fulton              | Hyundai i20 N Rally2   | Motorsport Ireland Rally Academy |
| 10  | Filip Mareš         | Radovan Bucha             | Škoda Fabia Rally2 evo | ACCR Entry Engineering           |
| 11  | Erik Cais           | Igor Bacigál              | Škoda Fabia RS Rally2  | Yacco ACCR Team                  |
| 12  | Dennis Rådström     | Johan Johansson           | Ford Fiesta Rally2     | GNM Sweden AB                    |
| 14  | Robert Virves       | Craig Drew                | Ford Fiesta Rally2     | RedGrey Team                     |
| 15  | Simone Campedelli   | Tania Canton              | Škoda Fabia Rally2 evo | Team MRF Tyres                   |
| 16  | Martin László       | Dávid Berendi             | Škoda Fabia Rally2 evo | Topp-Cars Rally Team             |
| 17  | Osian Pryce         | Stéphane Prévot           | Škoda Fabia Rally2 evo | Osian Pryce                      |
| 18  | Alberto Battistolli | Simone Scattolin          | Škoda Fabia RS Rally2  | Alberto Battistolli              |
| 19  | Jarosław Kołtun     | Ireneusz Pleskot          | Ford Fiesta Rally2     | Plon RT                          |
| 20  | Bogdan Cuzma        | Ilka Minor                | Škoda Fabia RS Rally2  | Bogdan Cuzma                     |
| 21  | Simone Bertolotti   | Federico Capilli          | Citroën C3 Rally2      | Simone Bertolotti                |
| 22  | Jon Armstrong       | Cameron Fair              | Ford Fiesta Rally3     | M-Sport Poland                   |
| 23  | Jakub Matulka       | Daniel Dymurski           | Ford Fiesta Rally3     | Jakub Matulka                    |
| 24  | Piotr Parys         | Damian Syty               | Ford Fiesta Rally3     | Rallytechnology                  |
| 25  | Paulo Soria         | Sergiu Itu                | Renault Clio Rally3    | Paulo Soria                      |
| 26  | Ola Nore Jr.        | Torstein Eriksen          | Renault Clio Rally4    | Ola Nore Jr                      |
| 27  | Norbert Maior       | Francesca Maria Maior     | Peugeot 208 Rally4     | Norbert Maior                    |
| 28  | Victor Hansen       | Victor Johansson          | Peugeot 208 Rally4     | Victor Hansen                    |
| 29  | Roberto Daprà       | Luca Guglielmetti         | Peugeot 208 Rally4     | Roberto Daprà                    |
| 30  | Miko Jalava         | Matias Peippo             | Ford Fiesta Rally4     | Miko Jalava                      |
| 31  | Max McRae           | Mac Kierans               | Opel Corsa Rally4      | Max McRae                        |
| 32  | Aoife Raftery       | Claire Williams           | Peugeot 208 Rally4     | Motorsport Ireland Rally Academy |
| 33  | Mattia Zanin        | Fabio Pizzol              | Peugeot 208 Rally4     | Mattia Zanin                     |
| 34  | Timo Schulz         | Michael Wenzel            | Opel Corsa Rally4      | ADAC Opel Rallye Junior Team     |
| 35  | Mille Johansson     | Johan Grönvall            | Ford Fiesta Rally4     | IKSport Racing                   |
| 36  | Simon Andersson     | Jörgen Jönsson            | Peugeot 208 Rally4     | Simon Andersson                  |
| 37  | Jaspar Vaher        | Evelin Mitendorf          | Ford Fiesta Rally4     | Team Estonia Autosport           |
| 38  | Karl-Markus Sei     | Martin Leotoots           | Peugeot 208 Rally4     | Team Estonia Autosport           |
| 39  | René Noller         | Natalie Solbach-Schmidt   | Peugeot 208 Rally4     | René Noller                      |
| 40  | Fabian Zeiringer    | Angelika Letz             | Opel Corsa Rally4      | Waldherr Motorsport Team         |
| 41  | Alfred Kramer Jr.   | Jeannette Kvick Andersson | Peugeot 208 Rally4     | Alfred Kramer Jr                 |
| 44  | Mark-Egert Tiits    | Jakko Viilo               | Ford Fiesta Rally4     | TRT Motorsport MTÜ               |
| 45  | Norman Kreuter      | Anna-Maria Seidl          | Peugeot 208 Rally4     | Norman Kreuter                   |
| 46  | Bendegúz Hangodi    | László Bunkoczi           | Peugeot 208 Rally4     | Bendegúz Hangodi                 |
| 47  | Hikaru Kogure       | Topi Matias Luhtinen      | Renault Clio Rally4    | Toyota Gazoo Racing WRT NG       |
| 48  | Yuki Yamamoto       | Miika Teiskonen           | Renault Clio Rally4    | Toyota Gazoo Racing WRT NG       |
| 49  | Nao Otake           | Marko Salminen            | Renault Clio Rally4    | Toyota Gazoo Racing WRT NG       |

## Zwycięzcy odcinków specjalnych[2]
| Dzień  | Numer odcinka | Nazwa odcinka             | Długość  | Zwycięzca odcinka | Samochód               | Czas             | Lider rajdu   |
| ------ | ------------- | ------------------------- | -------- | ----------------- | ---------------------- | ---------------- | ------------- |
| 17 VI  | OS1           | Tukums 1                  | 27,56 km | Mārtiņš Sesks     | Škoda Fabia RS Rally2  | 14:30.5          | Mārtiņš Sesks |
| 17 VI  | OS2           | Tukums 2                  | 27,56 km | Odcinek odwołany  | Odcinek odwołany       | Odcinek odwołany | Mārtiņš Sesks |
| 17 VI  | OS3           | Talsi                     | 8,50 km  | Mārtiņš Sesks     | Škoda Fabia RS Rally2  | 5:46.6           | Mārtiņš Sesks |
| 17 VI  | OS4           | Īvande                    | 26,02 km | Mārtiņš Sesks     | Škoda Fabia RS Rally2  | 13:24.0          | Mārtiņš Sesks |
| 17 VI  | OS5           | Snēpelē                   | 14,63 km | Mārtiņš Sesks     | Škoda Fabia RS Rally2  | 7:21.8           | Mārtiņš Sesks |
| 17 VI  | OS6           | Liepāja City Stage        | 2,54 km  | Andrea Mabellini  | Škoda Fabia Rally2 evo | 2:17.9           | Mārtiņš Sesks |
| 2 VIII | OS7           | Liepieni 1                | 19,59 km | Mārtiņš Sesks     | Škoda Fabia RS Rally2  | 10:08.8          | Mārtiņš Sesks |
| 2 VIII | OS8           | Krogzemji 1               | 18,95 km | Mārtiņš Sesks     | Škoda Fabia RS Rally2  | 9:37.2           | Mārtiņš Sesks |
| 2 VIII | OS9           | Liepieni 2                | 19,59 km | Mikko Heikkilä    | Škoda Fabia Rally2 evo | 10:08.6          | Mārtiņš Sesks |
| 2 VIII | OS10          | Krogzemji 2 [Power Stage] | 18,95 km | Mārtiņš Sesks     | Škoda Fabia RS Rally2  | 9:24.1           | Mārtiņš Sesks |

### Power Stage – OS10[3]
| Miejsce | Kierowca           | Pilot              | Samochód               | Czas/strata | Pkt |
| ------- | ------------------ | ------------------ | ---------------------- | ----------- | --- |
| 1       | Mārtiņš Sesks      | Renārs Francis     | Škoda Fabia RS Rally2  | 9:24.1      | 5   |
| 2       | Hayden Paddon      | John Kennard       | Hyundai i20 N Rally2   | +0.0        | 4   |
| 3       | Josh McErlean      | James Fulton       | Hyundai i20 N Rally2   | +2.5        | 3   |
| 4       | Filip Mareš        | Radovan Bucha      | Škoda Fabia Rally2 evo | +6.8        | 2   |
| 5       | Mathieu Franceschi | Jules Escartefigue | Škoda Fabia Rally2 evo | +7.5        | 1   |

## Wyniki końcowe rajdu
Dodatkowe punkty przyznawane są za odcinek Power Stage.
| Poz.                         | Kierowca                     | Pilot                        | Samochód                     | Czas                         | Strata                       | Punkty                       |                              |
| Klasyfikacja generalna i ERC | Klasyfikacja generalna i ERC | Klasyfikacja generalna i ERC | Klasyfikacja generalna i ERC | Klasyfikacja generalna i ERC | Klasyfikacja generalna i ERC | Klasyfikacja generalna i ERC | Klasyfikacja generalna i ERC |
| ---------------------------- | ---------------------------- | ---------------------------- | ---------------------------- | ---------------------------- | ---------------------------- | ---------------------------- | ---------------------------- |
| 1.                           | Mārtiņš Sesks                | Renārs Francis               | Škoda Fabia RS Rally2        | 1:22:47.3                    | 0.0                          | 30+5                         |                              |
| 2.                           | Hayden Paddon                | John Kennard                 | Hyundai i20 N Rally2         | 1:23:28.7                    | +41.4                        | 24+4                         |                              |
| 3.                           | Mads Østberg                 | Patrik Barth                 | Citroën C3 Rally2            | 1:23:51.3                    | +1:04.0                      | 21                           |                              |
| 4.                           | Josh McErlean                | James Fulton                 | Hyundai i20 N Rally2         | 1:24:11.2                    | +1:23.9                      | 19+3                         |                              |
| 5.                           | Robert Virves                | Craig Drew                   | Ford Fiesta Rally2           | 1:24:15.1                    | +1:27.8                      | 17                           |                              |
| 6.                           | Mathieu Franceschi           | Jules Escartefigue           | Škoda Fabia Rally2 evo       | 1:24:16.9                    | +1:29.6                      | 15+1                         |                              |
| 7.                           | Mikko Heikkilä               | Samu Vaaleri                 | Škoda Fabia Rally2 evo       | 1:24:25.8                    | +1:38.5                      | 13                           |                              |
| 8.                           | Georg Linnamäe               | James Morgan                 | Hyundai i20 N Rally2         | 1:24:38.8                    | +1:51.5                      | 11                           |                              |
| 9.                           | Efrén Llarena                | Sara Fernández               | Škoda Fabia Rally2 evo       | 1:25:05.6                    | +2:18.3                      | 9                            |                              |
| 10.                          | Simone Campedelli            | Tania Canton                 | Škoda Fabia Rally2 evo       | 1:25:14.7                    | +2:27.4                      | 7                            |                              |
| 11.                          | Filip Mareš                  | Radovan Bucha                | Škoda Fabia Rally2 evo       | 1:25:17.7                    | +2:30.4                      | 5+2                          |                              |
| 12.                          | Erik Cais                    | Igor Bacigál                 | Škoda Fabia RS Rally2        | 1:25:24.5                    | +2:37.2                      | 4                            |                              |
| 13.                          | Andrea Mabellini             | Virginia Lenzi               | Škoda Fabia Rally2 evo       | 1:25:48.4                    | +3:01.1                      | 3                            |                              |
| 14.                          | Osian Pryce                  | Stéphane Prévot              | Škoda Fabia Rally2 evo       | 1:25:48.8                    | +3:01.5                      | 2                            |                              |
| 15.                          | Alberto Battistolli          | Simone Scattolin             | Škoda Fabia RS Rally2        | 1:26:15.1                    | +3:27.8                      | 1                            |                              |

## Klasyfikacja ERC po 4 rundach
Punkty w klasyfikacji generalnej ERC otrzymuje 15 pierwszych zawodników, którzy uczestniczą w programie ERC i w ukończą wyścig, punktowanie odbywa się według klucza:
| Miejsce2 | 1  | 2  | 3  | 4  | 5  | 6  | 7  | 8  | 9 | 10 | 11 | 12 | 13 | 14 | 15 |
| Punkty   | 30 | 24 | 21 | 19 | 17 | 15 | 13 | 11 | 9 | 7  | 5  | 4  | 3  | 2  | 1  |

Dodatkowo punktowany jest ostatni odcinek rajdu, tzw. Power Stage, według klucza 5-4-3-2-1. W tabeli podano, które miejsce zajął zawodnik w rajdzie, a w indeksie górnym które miejsce zajął na Power Stage.
| Poz | Kierowca            | POR | ESP | POL | LAT | SWE | ITA | CZE | HUN | Punkty | 7 naj |
| --- | ------------------- | --- | --- | --- | --- | --- | --- | --- | --- | ------ | ----- |
| 1   | Hayden Paddon       | 12  | 2   | 23  | 2   |     |     |     |     | 113    | 113   |
| 2   | Mārtiņš Sesks       | 125 | 85  | 15  | 1   |     |     |     |     | 83     | 83    |
| 3   | Mads Østberg        | 2   | 16  | 41  | 3   |     |     |     |     | 69     | 69    |
| 4   | Efrén Llarena       | 7   | 3   | 10  | 9   |     |     |     |     | 50     | 50    |
| 5   | Mathieu Franceschi  | 14  | 6   | 64  | 65  |     |     |     |     | 50     | 50    |
| 6   | Yoann Bonato        | 5   | 1   |     |     |     |     |     |     | 47     | 47    |
| 7   | Mikko Heikkilä      | 8   | 18  | 52  | 7   |     |     |     |     | 45     | 45    |
| 8   | Mikołaj Marczyk     | 4   |     | 3   |     |     |     |     |     | 40     | 40    |
| 9   | Georg Linnamäe      | 3   |     |     | 8   |     |     |     |     | 35     | 35    |
| 10  | Josh McErlean       | 19  |     | 7   | 43  |     |     |     |     | 35     | 35    |
| 11  | Simon Wagner        | 17  | 52  |     |     |     |     |     |     | 21     | 21    |
| 12  | Craig Breen         | 61  |     |     |     |     |     |     |     | 20     | 20    |
| 13  | Iván Ares           |     | 4   |     |     |     |     |     |     | 19     | 19    |
| 14  | Robert Virves       | 164 |     |     | 5   |     |     |     |     | 19     | 19    |
| 15  | Filip Mareš         | 33  | 11  | 11  | 114 |     |     |     |     | 17     | 17    |
| 16  | Andrea Nucita       | NU  | 73  | NU  |     |     |     |     |     | 16     | 16    |
| 17  | Simone Tempestini   | 11  |     | 8   |     |     |     |     |     | 16     | 16    |
| 18  | Erik Cais           | NU  |     | 9   | 12  |     |     |     |     | 13     | 13    |
| 19  | Tom Kristensson     | 9   | 12  | NU  |     |     |     |     |     | 13     | 13    |
| 20  | Grzegorz Grzyb      |     | 104 | 14  |     |     |     |     |     | 11     | 11    |
| 21  | Andrea Mabellini    | NU  | 131 | NU  | 13  |     |     |     |     | 11     | 11    |
| 22  | José Antonio Suárez |     | 9   |     |     |     |     |     |     | 9      | 9     |
| 23  | Simone Campedelli   | 23  | NU  | 15  | 10  |     |     |     |     | 8      | 8     |
| 24  | Miklós Csomós       | 10  | NU  |     |     |     |     |     |     | 7      | 7     |
| 25  | Pontus Tidemand     | 13  |     | 13  |     |     |     |     |     | 6      | 6     |
| 26  | Dennis Rådström     |     |     | 12  |     |     |     |     |     | 4      | 4     |
| 27  | Jan Černý           |     | 14  |     |     |     |     |     |     | 2      | 2     |
| 28  | Osian Pryce         |     |     |     | 14  |     |     |     |     | 2      | 2     |
| 29  | Alberto Battistolli | NU  |     |     | 15  |     |     |     |     | 1      | 1     |
| 30  | Miguel Correia      | 15  |     |     |     |     |     |     |     | 1      | 1     |
| 31  | Martin László       | NU  | 15  | NU  |     |     |     |     |     | 1      | 1     |

| Kolor     | Opis                   |
| --------- | ---------------------- |
| Złoty     | Zwycięzca              |
| Srebrny   | 2. miejsce             |
| Brązowy   | 3. miejsce             |
| Zielony   | Punktowane miejsce     |
| Niebieski | Ukończył nie punktował |
| Fioletowy | Nie ukończył NU        |
| Czarny    | Wykluczony X           |
| Biały     | Nie wystartował NW     |
| Puste     | Nie brał udziału       |